# Restio egregius
Restio egregius là một loài thực vật có hoa trong họ Restionaceae. Loài này được Hochst. miêu tả khoa học đầu tiên năm 1845.